# Melinoides latimargo
Melinoides latimargo là một loài bướm đêm trong họ Geometridae.